# اقبال واحدی
سید اقبال واحدی، با نام اصلی سیدمحمدعلی واحدی بُدلا (زادهٔ ۲۸ فروردین ۱۳۳۵ در سنقر)، مجری تلویزیونی صداوسیما اهل کرمانشاه ایران است.وی سال‌های طولانی مجری برنامهٔ صبح بخیر ایران بوده‌است. همچنین در یک سکانس از فیلم الو الو من جوجوام بازی کرده است.
در هنرستان رشته فنی برق خوانده است و سپس به سمت عکاسی، تدوین و سینما کشیده شد، در سال ۱۳۵۶ زمانی که سربازی بود در بخش چاپخانه و لابراتوار پادگان کار می کرد